# The Save the Children Fund Film
Pour plus de détails, voir Fiche technique et Distribution.
The Save the Children Fund Film est un film britannique réalisé par Ken Loach, sorti en 1971.

## Fiche technique
- Titre : The Save the Children Fund Film
- Réalisation : Ken Loach
- Pays d'origine : Royaume-Uni
- Genre : documentaire
- Durée : 50 minutes
- Date de sortie : 1971